# Jovanovce
Jovanovce (cirill betűkkel Јовановце) egy falu Szerbiában, a Jablanicai körzetben, Crna Trava községben.

## Népesség
- 1948-ban 156 lakosa volt.
- 1953-ban 142 lakosa volt.
- 1961-ben 125 lakosa volt.
- 1971-ben 97 lakosa volt.
- 1981-ben 67 lakosa volt.
- 1991-ben 52 lakosa volt
- 2002-ben 43 lakosa volt,[1] akik közül 41 szerb (95,34%), 1 horvát és 1 ismeretlen.[2]